# Te bujdosó székely
A Te, bujdosó székely egy székely népdal[forrás?], amely a trianoni békeszerződés után íródott. 
A vers elkeseredett hangvétellel, szomorúan közli, hogy Erdélyt fillérekért adták oda más országnak, és hogy a magyarok nem tesznek sokat ez ellen. A népdalt a Kárpátia nemzetirock-együttes is feldolgozta.

## Szöveg
| Te bujdosó székely tekints fel az égre Nézd meg mi sötétlik tőletek keletre Vizsgáld meg a felhőt honnan keletkezik Erdély ország felé mikor közeledik     |
| Erdély meg van verve meg van ostromolva Homlokán tündököl tövis koszorúja Idegen csúfolja Székelyek hazáját Bocskorral tapossa ősapáink sírját             |
| Ősapáink sírja hogy ha megnyillana Árpád szent sírjából e szózat hallana Hol vagytok Székelyek Erdélyt bíztam rátok Elmenekültetek elveszett hazátok       |
| Ősi földjét dobták pergő dobszavára Egy pár koldus fillér mindössze az ára Sírni ha merészel csúnya korbács sújtja Érdes a Székelynek Erdélyben a sorsa    |
| Álmodó Magyarok ti csak álmodjatok Szép Erdély országra rá szakadt az átok Zúg rátok az Isten haragos verése Imálkodó szavát nem halljátok mégsem          |
| Álmodó Magyarok ti csak álmodjatok Mert ilyen nagy átok nem szakadt még rátok Bennetek az érzés ha valaha felébred A Székelyt temetni gyertek el testvérek |

## Külső hivatkozások
- https://www.youtube.com/watch?v=xfHZyw_fXRs
- http://www.zeneszoveg.hu/dalszoveg/26206/nepdalok/te-bujdoso-szekely-zeneszoveg.html
- http://www.dalszoveg.hu/d1224866/nepdalok/te_bujdoso_szekely-dalszoveg.html
- http://szentkoronaradio.com/taxonomy/term/6023%5B%5D
- http://www.zeneszoveg.hu/dalszoveg/23315/karpatia/o-bujdoso-szekely-zeneszoveg.html